# Sandplatz (Meran)

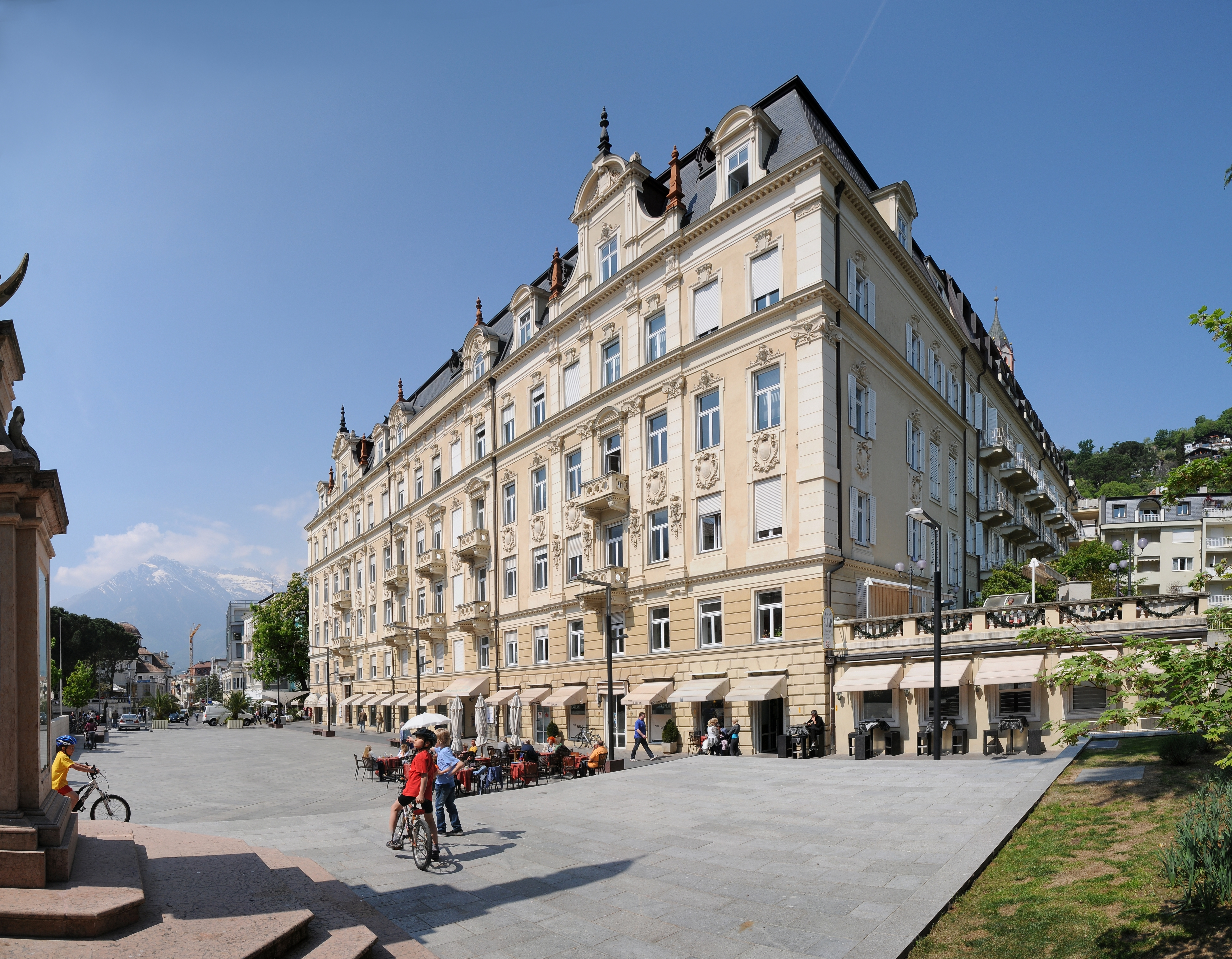
Sandplatz, ehemaliges Hotel Esplanade

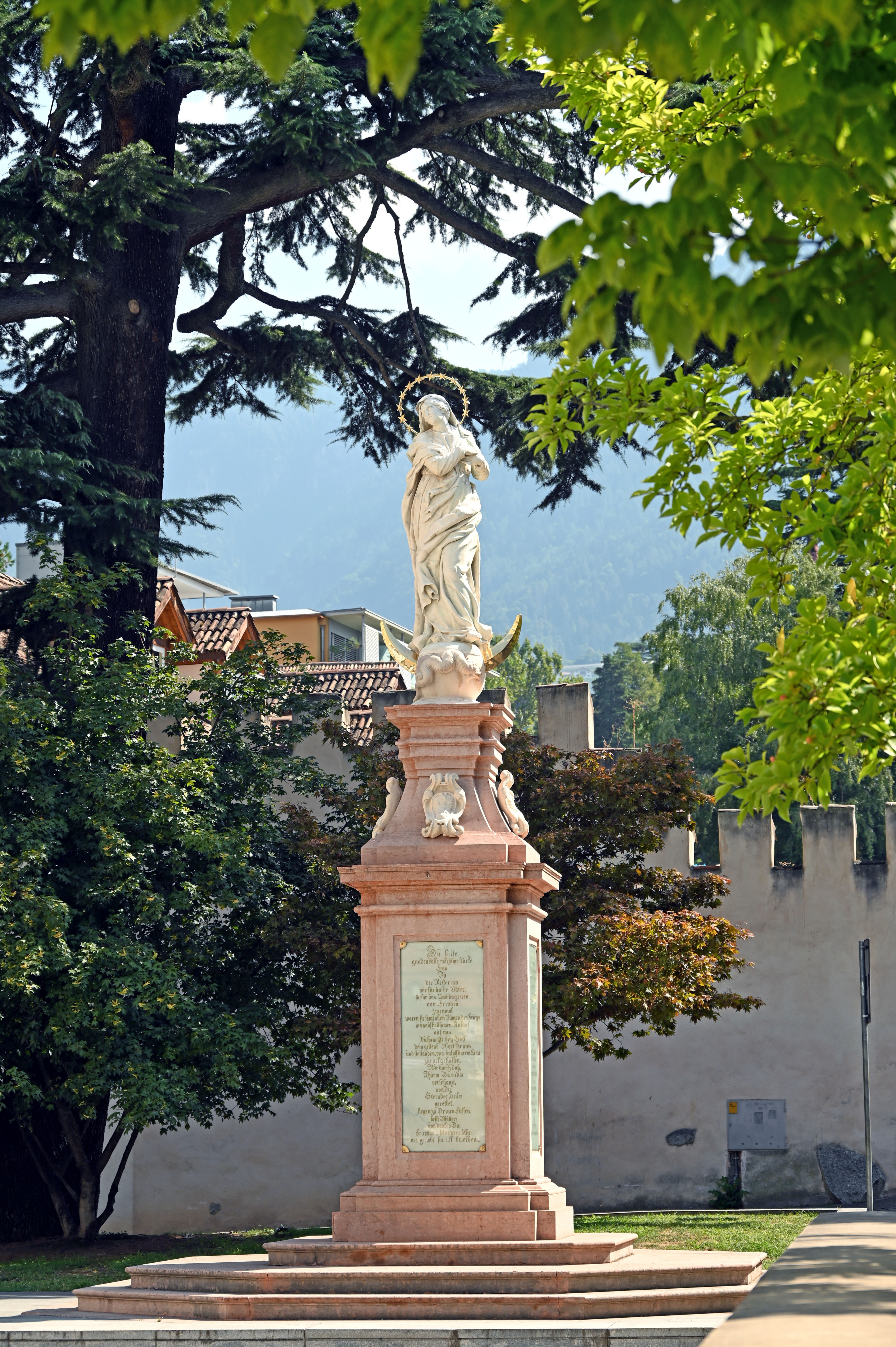
Mariensäule am Sandplatz

Der Sandplatz (italienisch: Piazza della Rena) ist ein Platz in Meran. Er befindet sich an einer natürlichen Flusswindung zwischen dem Bozner Tor und dem Ufer der Passer. Dort lagerte sich Sand ab, was dem Platz seinen Namen gab. 
Am Platz befindet sich neben dem Bozner Tor das frühere Hotel Erzherzog Johann, das später zum Hotel Esplanade umbenannt wurde. Bis 1913 befand sich in einigen Zimmern des Gebäudes das Postamt. Heute hingegen reihen sich im renovierten Esplanade-Gebäude Geschäfte und öffentliche Ämter aneinander. Genau gegenüber liegt der Ansitz Hohensaal, in dem sich heute das Institut der Englischen Fräulein und eine neuromanische Kirche, die Herz-Jesu-Kirche, befinden.

## Architektur und Sehenswürdigkeiten
Der Sandplatz wird von mehreren bedeutenden Gebäuden umrahmt, darunter das ehemalige Hotel Esplanade. Ein markantes Merkmal des Platzes ist die barocke Mariensäule, eines der ältesten Denkmäler der Stadt. Diese Säule erinnert an die religiöse Geschichte Merans und dient als beliebter Treffpunkt für Einheimische und Touristen.
Die Postbrücke über die Passer Richtung Untermais ist eine Brücke im Jugendstil. Der östliche Zugang zur Stadt war für die Meraner Geschäftsleute wichtig. Deswegen erbauten sie im Jahr 1909 die Postbrücke und schufen damit die Verbindung Heiliggeistkirche/Spitalskirche mit dem Sandplatz.